# Giovanni Battista Landolina
Giovanni Battista Landolina, "Marqués de San Alfano", fue un terrateniente siciliano que promovió y coordinó la relocalización de la ciudad de Noto desde su antiguo emplazamiento sobre el monte Alveria a una mejor ubicación luego del terremoto que afectó a Sicilia, con epicentro en el Val di Noto en 1693. 
La última palabra para la reconstrucción de Sicilia fue la del virrey español, el duque de Camastra, pero Landolina operó con eficiencia para lograr que el nuevo sitio para la ciudad estuviera a unos 10 km del emplazamiento original. Se le atribuye haber diseñado la nueva ciudad con la ayuda de tres arquitectos locales.
El diseño de la nueva Noto está basado en tres calles paralelas, conectadas por una serie de calles más angostas en ángulo recto, generando en consecuencia un patrón de grilla ortogonal, que permite visuales a las tres plazas, cada una con su iglesia, la mayor de las cuales es la catedral. El planeamiento urbano de Landolina se basó en el sistema barroco, en el que la ciudad se divide de acuerdo al rango social y posición. La aristocracia obtuvo los sitios más altos, la catedral se ubicó en el centro de la ciudad, reflejando igual posición en la vida diaria, y los pobres en la periferia, donde nadie más querría vivir. Más tarde, los arquitectos Giovanni Battista Vaccarini, y Rosario Gagliardi diseñaron muchos edificios en la nueva ciudad. 
El gobierno de Landolina finalizó en 1730, cuando su hijo Francesco construyó su nueva residencia, el "Palazzo Landolina" en el centro de la ciudad al lado de la catedral. Actualmente Noto es una gran atracción turística debido a los muchos ejemplos de arquitectura del barroco siciliano construidos durante el período de planificación urbana de Landolina. 
- Datos: Q928288